# 元町百段公園
元町百段公園（もとまちひゃくだんこうえん）は、横浜市中区山手町にある公園である。

## 施設
元町の裏手の高台にある小さな公園で、円柱のオブジェとベンチ、大きな桜の木がある。公園の名称は、かつて元町から丘の上に通じていた石段「元町百段」から名付けられたもので、入口には碑が建てられている。現在は元町からは、百段跡のやや東の、代官坂から分かれる高田坂の階段が元町百段公園に通じている。眺望は北に開け、山下町方面を一望できる。

## 元町百段
厳島神社の末社で、かつては旧横浜村の海辺にあった浅間神社は、1859年の横浜港開港後の開港場整備に伴い住民が元町に移った1860年（万延元年）に、山手の丘の上に移された。その際に、運上所御用船の船頭である勘次郎が、元町の前田橋の先から浅間神社にまっすぐ登る石段を寄進した。石段は101段あったことから、「百段坂」や「元町百段」と呼ばれ親しまれた。丘の上には浅間神社の祠のほか、港を一望できる見晴台や茶屋が設けられ、多くの日本人や居留外国人が訪れた。
1923年9月1日に発生した関東大震災で石段は崩落し、丘の下の数十軒の家屋を押しつぶし多くの犠牲者を出した。その後石段が再建されることはなかった。元町百段を偲ぶものとして、1987年に浅間神社跡に元町百段公園が開園。1991年に元町商店街に完成した商業ビルは「百段館」と名付けられた。

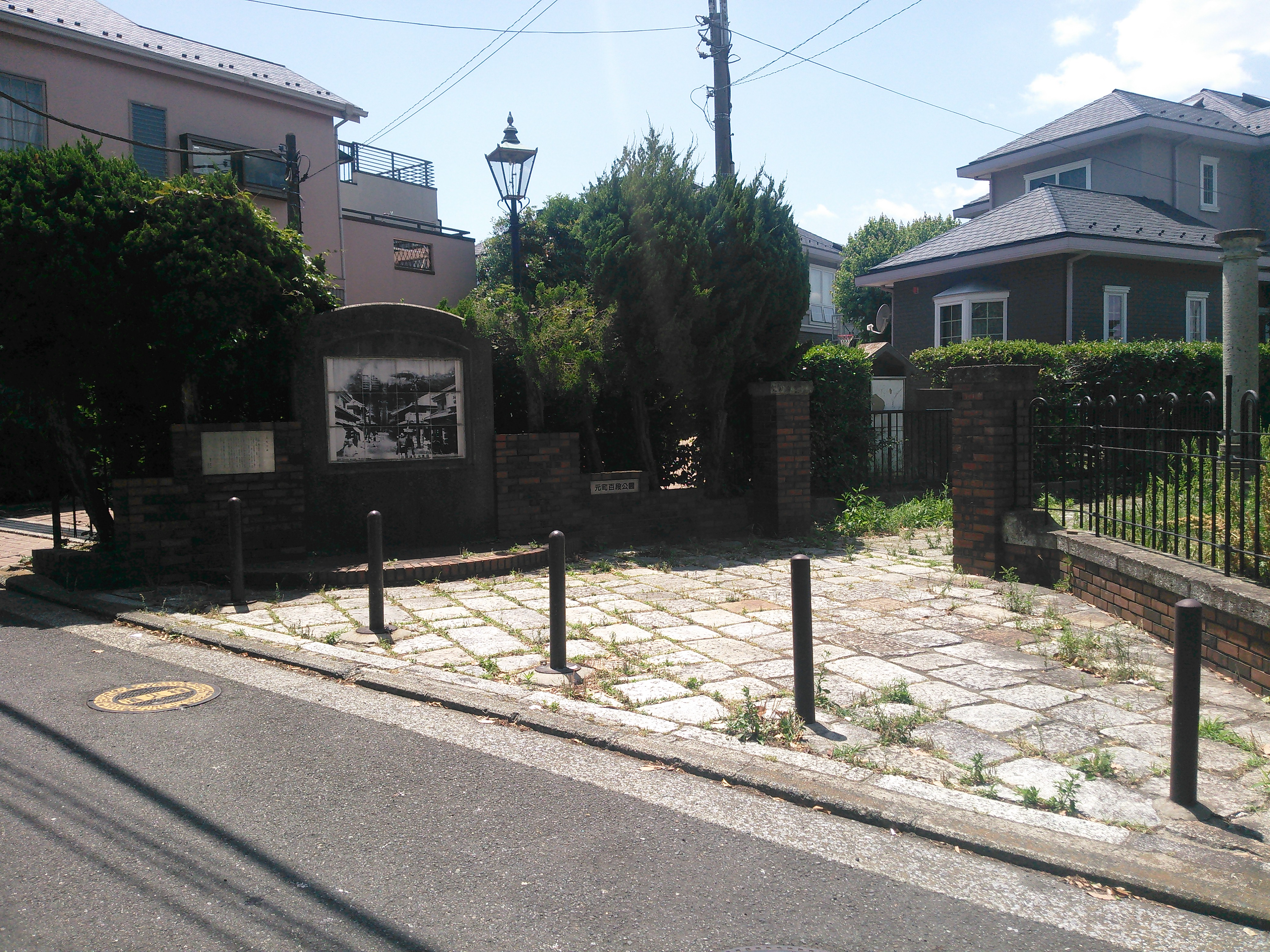
エントランスの、元町百段の碑
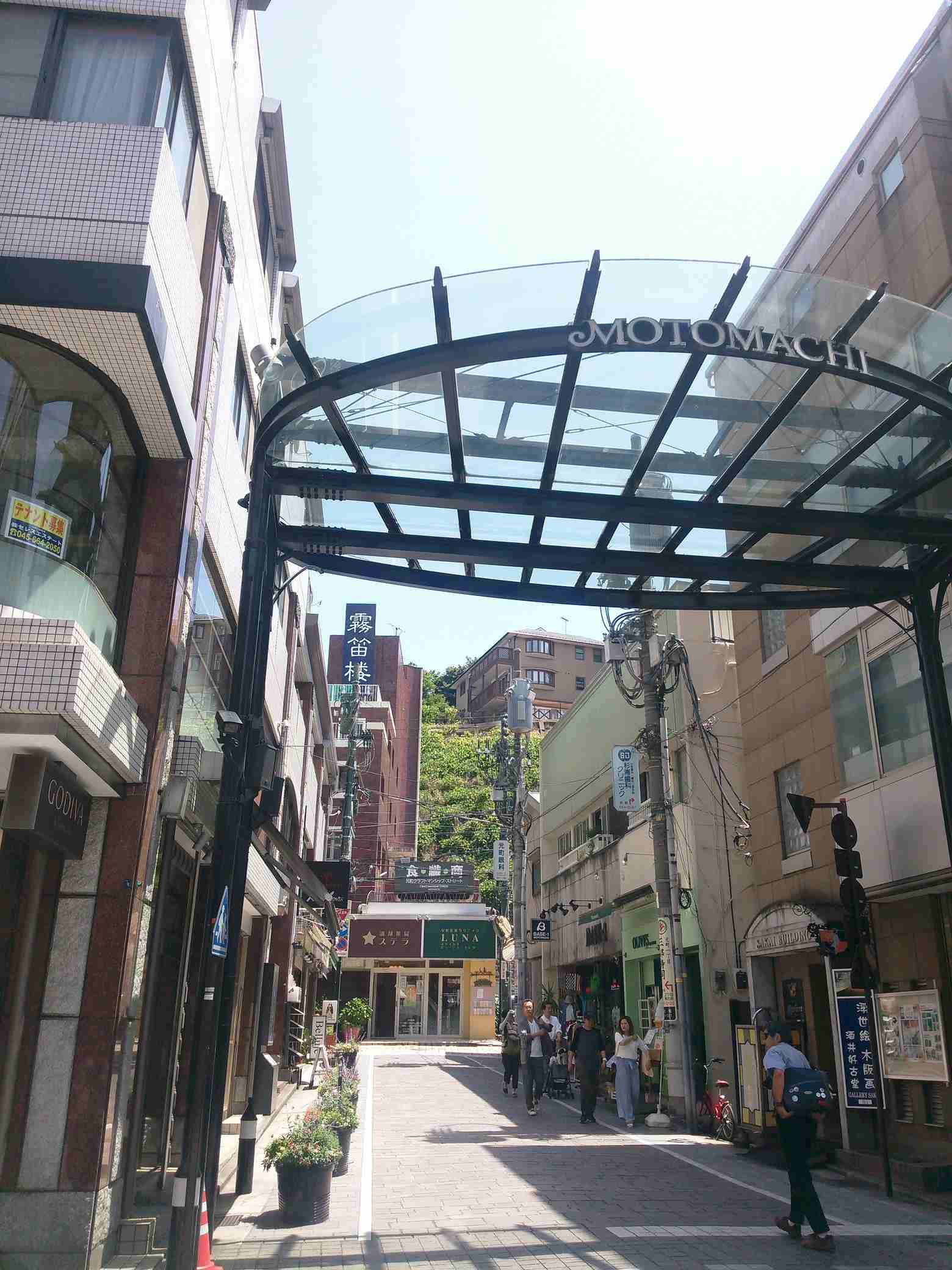
前田橋から伸びる道の突き当り、霧笛楼の裏手の崖に元町百段があった
前田橋から見た元町百段。日下部金兵衛撮影、1890年頃
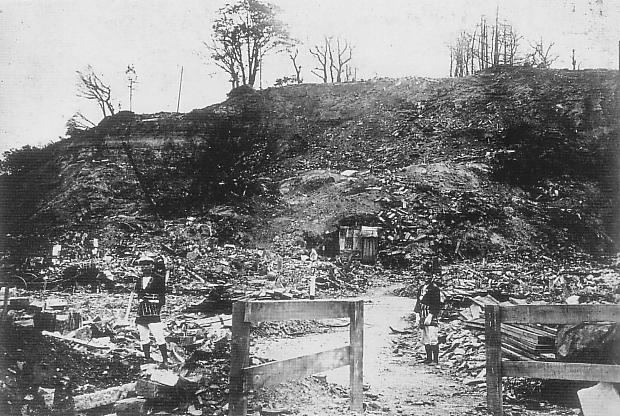
大震災直後の状況